# بيرابتيروس

بيرابتيروس محاط بـبيراستسيس

البيرابتيروس  (باليونانية: περίπτερος)‏ هو نوع من المعابد اليونانية أو الرومانية القديمة محاط برواق مع أعمدة. وهو محاط بأعمدة (بيترون - Pteron) على الجوانب الأربعة من السيلا (ناوس)، مما يُنشئ أروقة ذات أربعة جوانب (بيراستسيس، أو بيرستايل - Peristyle). وبالتالي، فإن هذا يعني ببساطة محيط المبنى (عادة ما يكون معبدًا كلاسيكيًا)، عندما يتكون هذا المحيط من أعمدة. يستخدم هذا المصطلح بشكل متكرر في المباني حسب النظام الدوري.